# Hochzeitstag (Kurzfilm)
Hochzeitstag ist ein deutscher Kurzfilm von Tanja Brzakovic aus dem Jahr 2002.

## Handlung
Karen ist zusammen mit ihrem Geliebten Helmut auf dem Weg ins Wochenendhaus ihres Gatten Erich. Die beiden wollen dort ein Schäferstündchen halten. Doch auf dem Weg durch den Wald überfährt Helmut einen Landstreicher, als er durch das gemeinsame Liebesspiel abgelenkt ist. Der Landstreicher überlebt schwer verletzt. Karen verbietet Helmut den Mann in ein Krankenhaus zu fahren. Es gelingt dem Landstreicher von den beiden wegzurobben, als sich ein weiterer Wagen nähert. Es ist Helmut, der nun seinerseits den Landstreicher überfährt. Er wusste bereits seit längerem von dem Betrug der zwei und hatte ihnen nachgestellt. Karn und Erich verstecken sich im Wald. 
Als Karen und Helmut am Wochenendhaus ankommen und von Erich überrascht werden, stellen sie es als eine Art Hochzeitstagsüberraschung hin. Um den Mord an dem Landstreicher zu vertuschen, serviert Erich den Landstreicher als Teil eines Hochzeitstagsmenü.

## Hintergrund
Der Film wurde von der Hamburg Media School in Zusammenarbeit mit Granat Film produziert. Das Drehbuch schrieb Frank Posiadly während seines Drehbuchstudiums seines Fernstudiums an der hamburg media School. Seine offizielle Premiere hatte der Film auf dem Filmfest München im Juni 2002. Die Fernsehpremiere erfolgte am 24. August 2002 auf dem Pay-TV-Sender 13th Street.

## Preise
Mit Hochzeitstag gewann Tanja Brzakovic 2002 den Shocking Shorts Award des Pay-TV-Senders 13th Street, der im Rahmen des Filmfest München verliehen wurde.